# جايمي كاستيلو فيلاسكو
جايمي كاستيلو فيلاسكو (بالإسبانية: Jaime Castillo Velasco)‏ هو محامي وسياسي تشيلي، ولد في 14 مارس 1914 في سانتياغو في تشيلي، وتوفي بنفس المكان في 29 أكتوبر 2003 بسبب ذات الرئة. حزبياً، نشط في الحزب الديمقراطي المسيحي (تشيلي).